# Ушаковский сельский округ (Костанайская область)
Ушаковский сельский округ (каз. Ушаков ауылдық округі) — административная единица в составе Карасуского района Костанайской области Казахстана. Административный центр — Ушаково.
Население — 863 человека (2009; 1922 в 1999).

## Административное устройство
| Населённый пункт | Население, лиц (1999) | Население, лиц (2009) |
| ---------------- | --------------------- | --------------------- |
| Заря, село       | 434                   | ▼251                  |
| Панфилово, село  | 665                   | ▼273                  |
| Ушаково, село    | 823                   | ▼339                  |